# Чумацький Шлях
Чума́цький Шлях, також Моло́чний Шлях або Гала́ктика — спіральна галактика, у якій розташована наша Сонячна система й майже всі зорі, видимі на небі неозброєним оком. Назва «Чумацький Шлях» походить від світлої туманної смуги на нічному небі, утвореної численними тьмяними зорями в диску Галактики.
Більшість зір у Галактиці зосереджена в галактичному диску зі спіральними рукавами. Також Галактика має середніх розмірів балдж (потовщення в центрі) і помірно виражений бар (перемичку). З погляду морфологічної класифікації Чумацький Шлях належить до типу SBbc чи SABbc. Диск Чумацького Шляху оточений галактичним гало, в якому міститься невелика частка зір і велика кількість темної матерії. У центрі Галактики розташована надмасивна чорна діра.
Радіус зоряного диска Чумацького Шляху становить близько 16 кілопарсек. Повна маса Галактики з урахуванням темної матерії оцінюється в 1—2 × 1012 M☉. У Чумацькому Шляху є від 100 до 400 мільярдів зір, а його світність становить 2 × 1010 L☉. Порівняно з іншими спіральними галактиками Чумацький Шлях має досить велику масу й високу світність. Сонячна система розташована на відстані 8 кілопарсеків від центру Галактики і рухається навколо нього зі швидкістю 220 км/с.
У Чумацькому Шляху темп зореутворення становить 1,6—2M☉ на рік. У спрощеному вигляді зоряне населення Галактики можна поділити на населення I і населення II. Перше складається з відносно молодих зір з високою металічністю, які рухаються орбітами, близькими до колових, і складають плаский галактичний диск, що обертається. Друге — це старі зорі, бідні на важкі елементи, які рухаються витягнутими орбітами і становлять гало сфероїдальної форми, яке не обертається як ціле, і балдж. Міжзоряний газ і розсіяні зоряні скупчення належать до населення I, а кулясті скупчення — до населення II. Точніший поділ зоряного населення на підсистеми товстого й тонкого диска, гало й балджа окремо. Різні підсистеми галактики мають різну динаміку: плоскіші підсистеми швидше обертаються й мають меншу дисперсію швидкостей.
Чумацький Шлях розташований у Місцевій групі галактик. Він другий у групі за розміром і за кількістю зір після галактики Андромеди, але маси двох галактик одного порядку. Чумацький Шлях має понад 20 галактик-супутників, з яких найбільші — Велика й Мала Магелланові Хмари. За 4 млрд років відбудеться зіткнення й злиття Чумацького Шляху і галактики Андромеди, внаслідок чого утвориться еліптична галактика.
Чумацький Шлях відомий з давніх-давен. 1610 року Галілео Галілей виявив, що дифузне світло смуги Чумацького Шляху створюється великою кількістю тьмяних зір. У 1784—1785 роках Фрідріх Вільгельм Гершель зробив першу спробу визначити розмір та форму нашої Галактики і зробив висновок, що Чумацький Шлях має форму сплюснутого диска, проте сильно недооцінив його діаметр. У 1917 році Гарлоу Шеплі вперше показав, що Сонце розташоване далеко від центру нашої Галактики, а в 1924—1925 роках Едвін Габбл довів, що Всесвіт не обмежується нашою Галактикою. Важливу роль у вивченні нашої Галактики зіграв космічний телескоп Hipparcos, запущений у 1989 році, за допомогою якого були виміряні координати, власні рухи й відстані до великої кількості зір. Від 2013 року це завдання виконує космічний телескоп Gaia.
Чумацький Шлях здавна мав культурне й релігійне значення у різних народів. Українська назва «Чумацький Шлях» пов'язує його з дорогою чумаків по сіль з України на Сиваш. Назва «Молочний Шлях» походить з греко-римської міфології. За однією з легенд, це молоко, що розбризкалося з грудей богині Гери, які спробував посмоктати немовля Геракл. Само слово «галактика» також пов'язане з цим міфом і походить від дав.-гр. Κύκλος Γαλαξίας, що в перекладі означає «молочне коло». Слово «Галактика» з великої літери означає Чумацький Шлях, а «галактика» з малої літери — будь-яку велику зоряну систему.

## Назва

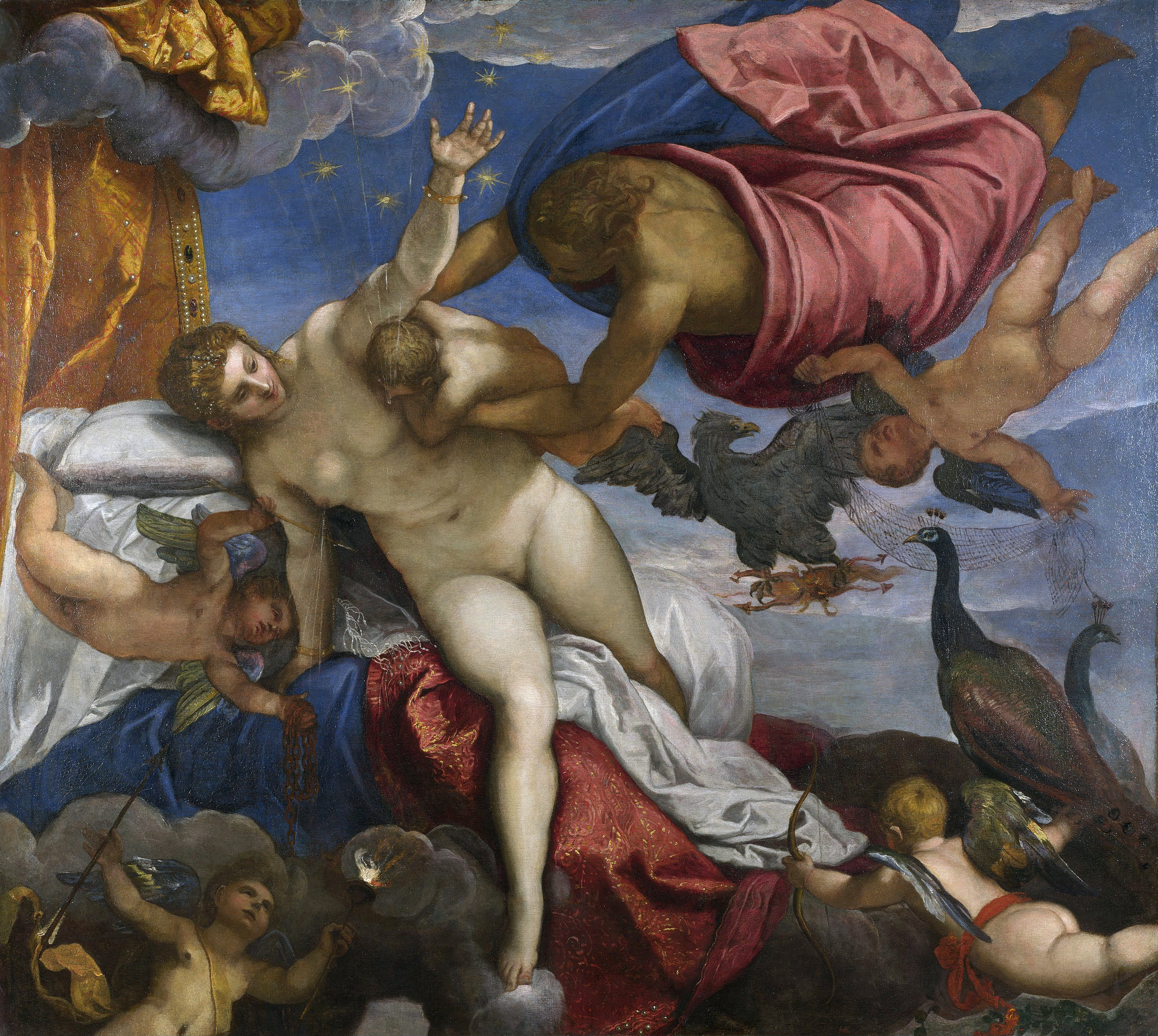
«Походження Молочного Шляху», картина Тінторетто

Назва Молочний Шлях походить з греко-римської міфології. За однією з легенд, Зевс (або Гермес за наказом Зевса) підніс Геракла, позашлюбного сина Зевса і смертної жінки, до грудей сплячої Гери, щоб дитина випила її божественне молоко і стала безсмертною. Гера прокинулась і відштовхнула немовля, а молоко з її грудей бризнуло на небо, утворивши Молочний Шлях. В іншій версії легенди Афіна принесла Гері покинутого в лісі Геракла, і Гера згодилася погодувати його груддю, але Геракл так сильно вкусив її за грудь, що вона мусила відірвати його, розливши молоко. За цим сюжетом написали картини багато художників, зокрема Рубенс і Тінторетто. Слово «галактика» також пов'язане з цим міфом і походить від дав.-гр. Κύκλος Γαλαξίας, що в перекладі означає «молочне коло». Написане з великої літери, слово Галактика вживається на позначення нашої галактики, Чумацького Шляху, натомість як те ж слово, написане з малої літери позначає галактики взагалі.
В українській мові поширена назва Чумацький Шлях, яка асоціюється з сіллю, розсипаною з чумацьких возів, або з можливим використанням смуги Чумацького шляху чумаками для знаходження правильного напрямку під час своїх подорожей по сіль до Криму. В україномовній астрономічній літературі використовуються майже виключно ці три назви — Чумацький Шлях, Галактика і Молочний Шлях. Однак у народі зустрічаються й інші назви: Богів Шлях або Божа Дорога, Зоряна Дорога, Солом'яна Дорога, Пташина Дорога, Дорога у Вирій (тобто шлях, яким птахи відлітають на південь), Єрусалимський Шлях (напрямок паломництва у Святу землю).

## Історія дослідження Галактики

### До XX століття

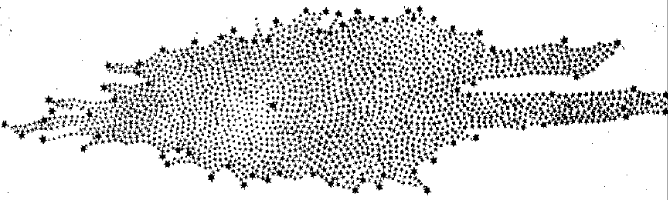
Будова Галактики за результатами Вільяма Гершеля. Крапка в центрі означає положення Сонця.

Чумацький Шлях відомий з прадавніх часів. Клавдій Птолемей, який жив у I—II століттях, склав його докладний опис, але тільки в 1610 році Галілео Галілей уперше дійшов правильного висновку, що Галактика складається з зір. Спостерігаючи смугу Чумацького Шляху у свій телескоп, він виявив, що її дифузне світло утворює велика кількість слабких зір.
Через півтора століття після Галілея, в 1784—1785 роках, Вільям Гершель зробив першу спробу визначити розмір і форму Чумацького Шляху. Він виміряв кількість зір у різних напрямках по всьому небу та зробив висновок, що наша Галактика має форму сплюснутого диска. Гершель також спробував оцінити розміри Галактики: він був змушений оцінювати їх в одиницях середньої відстані між зорями, яка в його час не була відома — він зробив висновок, що діаметр Чумацького Шляху складає 800 середніх відстаней між зорями, а товщина — 150. Це відповідає діаметру приблизно 1800 парсек і товщині 340 парсек — оцінка товщини з того часу змінилася мало, а ось оцінка діаметра через міжзоряне поглинання світла виявилася сильно заниженою. Крім того, Гершель зробив неправильний висновок, що Сонце знаходиться поблизу центру Галактики.
Ще одну спробу оцінити розміри Галактики практично тим самим способом зробив Василь Струве в 1847 році. До того часу вже були визначені відстані до деяких зір, зокрема, в 1838 році Фрідріх Бессель виміряв паралакс зорі 61 Лебедя і визначив, що відстань до неї становить 3,3 парсека. Струве оцінив, що розмір Галактики складає не менш ніж 4 кілопарсеків, а також припустив існування міжзоряного поглинання. Крім того, він зауважив, що концентрація зір зменшується при віддаленні від площини Галактики.

### XX століття
На початку XX століття продовжувалися спроби визначити розмір Чумацького Шляху. Зокрема, Гуґо Зелігер і Якобус Каптейн проводили спостереження з використанням фотопластинок і неодноразово робили оцінки розміру нашої Галактики. Останні оцінки Зелігера 1920 року і Каптейна 1922 року склали відповідно 14,4 × 3,3 і 16 × 3 кілопарсек. Обидві моделі, як і модель Гершеля, помилково припускали, що Сонце розташоване поблизу центру. Астрономи тоді вже розуміли, що міжзоряне поглинання впливає на результати спостережень, але не могли точно його виміряти.
У 1917 році Гарлоу Шеплі виміряв розміри Чумацького Шляху іншим способом — за розподілом кулястих зоряних скупчень, відстань до яких він визначав за допомогою цефеїд. У результаті Шеплі дійшов висновку, що розмір Галактики становить 100 кілопарсек, а відстань від Сонця до її центру — 13 кілопарсек. Хоча обидва ці значення виявилися завищеними, Шеплі вперше показав, що Сонце знаходиться далеко від центру нашої Галактики.
При цьому Шеплі, як і багато інших тогочасних астрономів, уважав, що Всесвіт обмежується нашою Галактикою, яка включає всі видимі астрономічні об'єкти. У 1920 році відбулася Велика суперечка — дискусія між Шеплі і Гебером Кертісом, присвячена розмірам Галактики, положенню Сонця в ній і природі спіральних туманностей. Зокрема, Кертіс не довіряв оцінкам відстаней, отриманим Шеплі. У моделі Кертіса Галактика мала набагато менші розміри, Сонце знаходилося поблизу її центру, а деякі об'єкти, такі як туманність Андромеди, були позагалактичними. Насправді і Шеплі, і Кертіс частково мали рацію.
Довів, що Всесвіт не обмежується нашою Галактикою, Едвін Габбл у 1924—1925 роках. За спостереженнями цефеїд у кількох «туманностях» Габбл визначив відстані до них, які виявилися набагато більшими, ніж розмір Чумацького Шляху навіть у завищеній оцінці Шеплі. Таким чином доведено, що ці туманності розташовані за межами нашої Галактики і насправді є окремими зоряними системами — іншими галактиками.
У 1925 році Бертіл Ліндблад зауважив, що зорі, що мають великі швидкості відносно Сонця, мають асиметричний розподіл швидкостей і всі рухаються в один бік відносно Сонця. Те саме він помітив і для кулястих скупчень. Ліндблад пояснив це тим, що Сонце й більшість його зір знаходяться в плоскому диску, який обертається навколо центру Галактики, а кулясті скупчення і невелика частина зір утворюють підсистему сферичної форми, яка практично не обертається, через що її елементи мають великі швидкості відносно Сонця, направлені в один бік. У 1927—1928 роках Ліндблад і Ян Оорт довели, що Галактика обертається навколо центру, який збігається з центром системи кулястих скупчень, виявленим Шеплі, і помітили, що обертання не твердотільне, а диференціальне.
У 1944 році Вальтер Бааде виявив відмінності між зорями диска Галактики і сфероїдальної підсистеми. Він розділив зорі за розподілом і динамікою на населення I та населення II. У 1940-х роках у Чумацькому Шляху вже виділяли диск, балдж і гало. У 1950-х роках виявлено, що зоряне населення також вирізняється хімічним складом. 1953 року виявлено ділянки спіральних рукавів Галактики в околицях Сонця, а наступного року — спіральну структуру всієї Галактики. Наприкінці 1950-х років виявлено джерело радіовипромінювання Стрілець A, розташоване в центрі Галактики. Бар у нашій Галактиці вперше виявлено лише в 1991.
Важливу роль у вивченні структури Галактики відіграв космічний телескоп Hipparcos, запущений 1989 року. Він виміряв положення, власні рухи й відстані до великої кількості зір. Для 120 тисяч зір власні рухи й відстані були виміряні з точністю понад 10 %, а для 2,5 мільйонів — з меншою точністю. Ці результати значно перевершили всі попередні, і, зокрема, дозволили уточнити інформацію про околиці Сонця.

### XXI століття

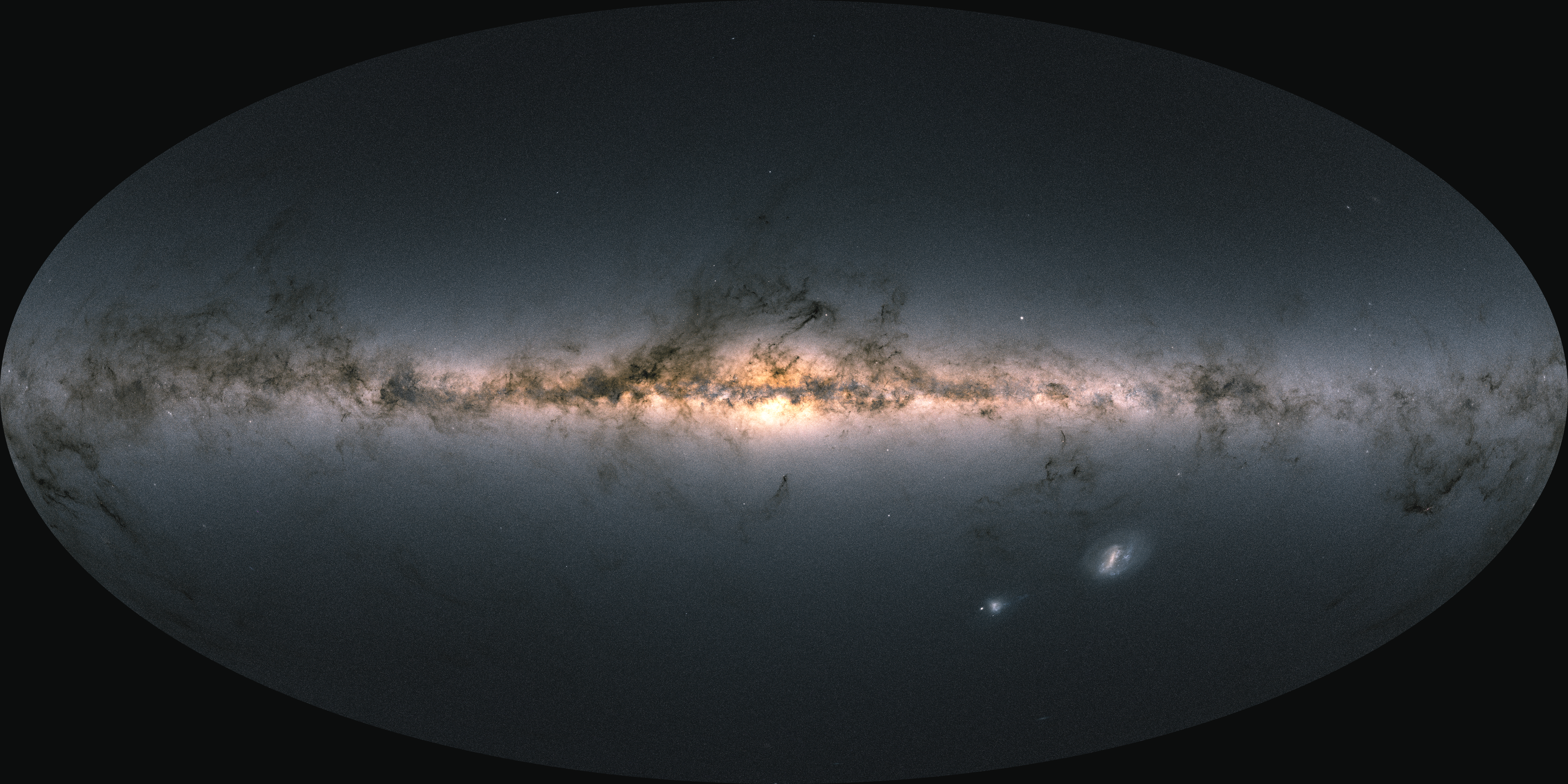
Чумацький Шлях за даними Gaia

На вивчення Чумацького шляху також вплинули дані, отримані в різних великих оглядах неба. Наприклад, завдяки інфрачервоному огляду всього неба 2MASS, виконаному в 2000-х роках, з'явилася можливість детально вивчити центральні області Галактики, на спостереження яких впливає міжзоряне поглинання. Зокрема, за даними 2MASS підтверджено наявність бара й відкрито вторинний бар меншого розміру. За допомогою Слоанівського цифрового огляду неба уточнено різні структурні параметри Галактики й відкрито нові зоряні потоки в гало.
Крім того, різні спектроскопічні спостереження дозволили детально вивчити хімічну еволюцію Галактики, а завдяки спостереженням у міліметровому й субміліметровому діапазоні відкрито різні молекули в міжзоряному середовищі. Розвиток обчислювальної техніки дозволив моделювати процеси формування й еволюції галактик.
Космічний телескоп Gaia, запущений у 2013 році, став наступником телескопа «Гіппаркос». Gaia вимірює положення і власні рухи зір Галактики з точністю, у 200 разів вищою, ніж у попередника, може спостерігати набагато тьмяніші об'єкти і має на меті виміряти відстані до понад мільярда зір.
Спостереження динаміки зір у центрі Галактики велися з 1990-х років, і до кінця 2010-х вони дозволили точно визначити масу надмасивної чорної діри Стрілець A* в центрі нашої Галактики і відстань до неї, — результат, відмічений Нобелівською премією з фізики Райгарду Ґенцель і Андреа Ґез 2020 року. 2022 року Телескоп горизонту подій показав зображення газового диска навколо Стрільця A*.

## Загальні характеристики

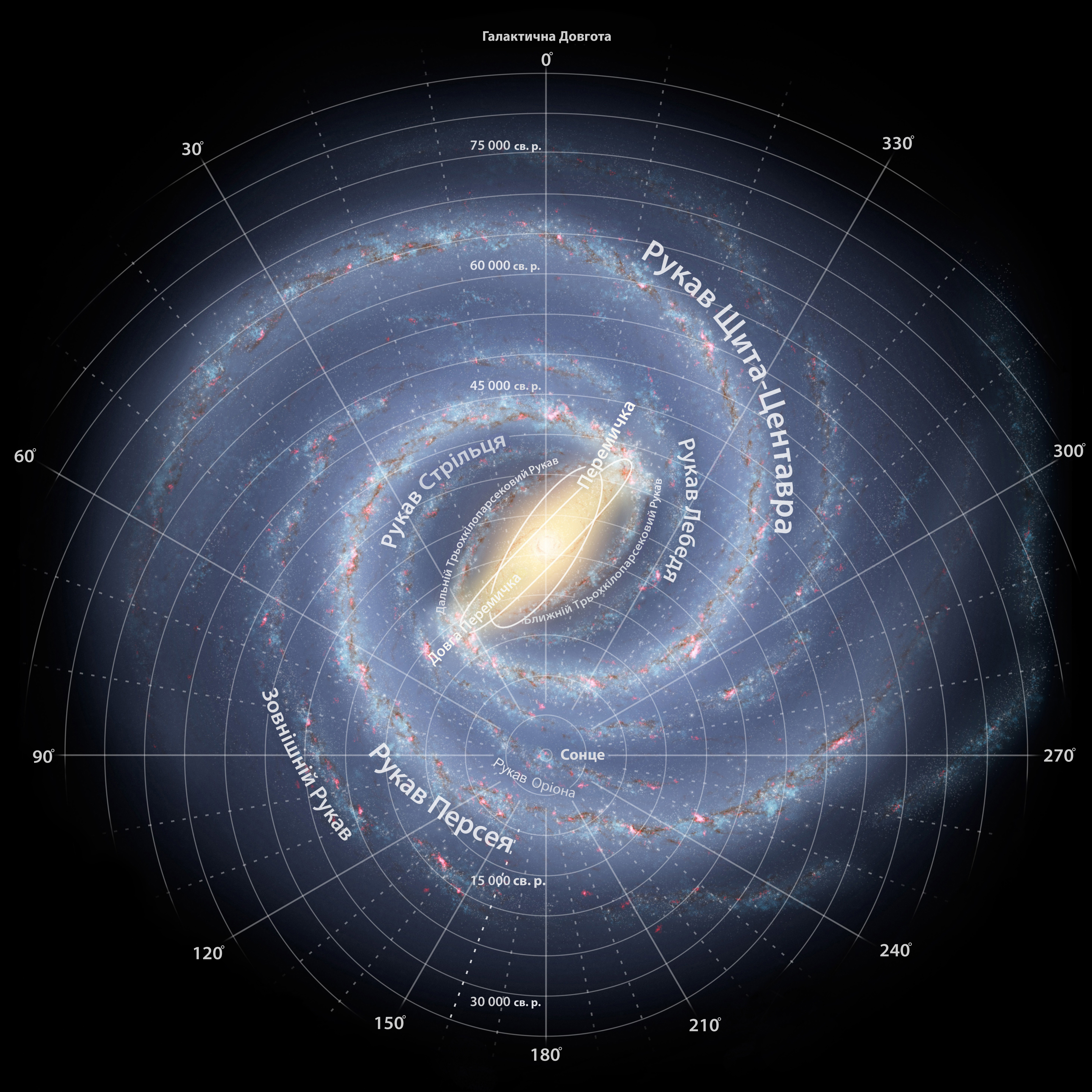
Вигляд Чумацького Шляху із зовні в уяві художника. Відмічені деякі деталі структури та галактичні довготи.

Чумацький шлях — спіральна галактика, в якій розташована Земля і вся Сонячна система. Чумацький Шлях також називають Галактикою — з великої літери, на відміну від решти галактик, для яких цей загальний термін пишеться з малої літери. Розділ астрономії, який займається вивченням Чумацького Шляху, — галактична астрономія.
Галактичний диск Чумацького Шляху простягається до відстані 16 кілопарсек від центру. Цю відстань прийнято вважати радіусом Галактики. Галактичне гало простежується до відстані 80 кілопарсек від центру, а система кульових зоряних скупчень — ще далі, до 100 кілопарсек. У межах 21 кілопарсека від центру Чумацького Шляху міститься маса 2 × 1011 M☉. Повна маса нашої Галактики з урахуванням темної матерії найчастіше оцінюється як 1—2 × 1012 M☉, хоча деякі оцінки знаходяться поза цим діапазоном. У нашій Галактиці міститься, за різними оцінками, від 100 до 400 мільярдів зір, а їхня сукупна маса становить близько 5—6 × 1010 M☉. Світність Чумацького Шляху в смузі V становить 2 × 1010 L☉, що відповідає абсолютній зоряній величині −20,9m. Таким чином, у порівнянні з іншими спіральними галактиками Чумацький Шлях має досить велику масу й високу світність.

### Положення Сонячної системи
Сонячна система розташована на відстані 8,2 кілопарсек від центру Галактики в невеликому спіральному рукаві Оріона, між великими рукавами Персея і Стрільця-Кіля на відстані 1,5—2 кілопарсеки від обох. Від галактичної площини Сонячна система віддалена на 10 парсек. Нахил екліптики до галактичної площини становить 60 градусів.
Сонце рухається навколо центру Галактики зі швидкістю близько 220 км/с і робить повний оберт навколо нього за 240 мільйонів років. Відносно найближчих зір Сонце рухається зі швидкістю 20 км/с у напрямку сузір'я Геркулеса. Орбіта Сонця в Галактиці відрізняється від кругової: у процесі руху Сонце може виявлятися на 0,1 кілопарсек ближче і на 0,6 кілопарсек далі від центру, ніж зараз, і віддалятися від галактичної площини на відстань до 85 парсек.
Те, що Сонячна система розташована всередині нашої Галактики, створює як переваги, так і перешкоди для дослідження Галактики. Перевагами є можливість спостерігати тьмяні об'єкти, такі як червоні й білі карлики, безпосередньо вимірювати розмір і форму деяких зір, а також вивчати тривимірну структуру Галактики: для інших галактик будова відома лише в проєкції на небесну сферу. Перешкодами є сильне міжзоряне поглинання, пов'язане з присутністю міжзоряного пилу в диску Галактики, а також складність відновлення тривимірної структури Галактики в умовах, коли відстані до багатьох об'єктів точно невідомі і об'єкти на різних відстанях проєціюються на ту саму ділянку неба.

### Галактична система координат

Екваторіальна та галактична системи координат. Галактичний екватор позначений синім, точка B — напрямок на центр Галактики, і — галактичні широта і довгота відповідно

Для вивчення Чумацького Шляху зручно використовувати галактичну систему координат, безпосередньо пов'язану зі структурою нашої Галактики. У ній уживається галактичний екватор — велике коло небесної сфери, що збігається з площиною диска Галактики. Перша координата — галактична широта {\displaystyle b} — дорівнює куту між напрямком на світило і галактичним екватором. Друга координата — галактична довгота {\displaystyle l} — дорівнює куту вздовж галактичного екватора між напрямком на центр Галактики і напрямком на світило. Центр Галактики в цій системі має координати {\displaystyle l=0}, {\displaystyle b=0}. Північний і південний полюси Галактики розташовані відповідно на {\displaystyle b=+90^{\circ }} і {\displaystyle b=-90^{\circ }}.
Центр Галактики в цій системі координат не збігається з положенням радіоджерела Стрілець A* в ядрі Галактики, а розташований від нього на відстані приблизно 5 хвилин дуги, оскільки Стрілець A* був відкритий пізніше, ніж була введена ця система координат.
На епоху J2000.0 координати центру Галактики в екваторіальній системі координат: схилення {\displaystyle \delta =-28^{\circ }56{,}2'}, пряме сходження {\displaystyle \alpha =17^{h}45{,}6^{m}}. Галактичний екватор нахилений до небесного екватора на 62,87°, екваторіальні координати північного полюса Галактики становлять {\displaystyle \delta =+27^{\circ }7{,}7'}, {\displaystyle \alpha =12^{h}51^{m}}.

## Зовнішній вигляд

### Вигляд із Землі
Усі зорі на небі, видимі неозброєним оком, належать до нашої Галактики. Незважаючи на це, коли говорять про вигляд нічного неба, під Чумацький Шлях розуміють лише світлу туманну смугу з тією самою назвою, яка обіймає все небо. Світло Чумацького Шляху створюють зорі диска Галактики, більшість яких не видно окремо. Чумацький Шлях можна побачити на досить темному нічному небі — далеко від міст і за відсутності Місяця над обрієм.
Чумацький Шлях у небі має нерівну форму. Його ширина становить близько 15 градусів. На тлі Чумацького Шляху розташовуються різні туманності, наприклад, туманність Лагуна і туманність Розетка. Деякі ділянки, такі як Великий Провал, здаються темнішими, оскільки світло з тих напрямків перекривається хмарами міжзоряного пилу. Найбільшу яскравість Чумацький Шлях має в напрямку до центру Галактики.
Міжзоряне поглинання в диску призводить до того, що навколо галактичного екватора є зона уникання — ділянка, що займає 20 % неба, де в оптичному діапазоні не видно позагалактичних об'єктів. Тим не менш, галактики в зоні уникання можуть бути виявлені, наприклад, при спостереженні в інфрачервоному й радіодіапазоні.
У північній півкулі Чумацький Шлях перетинає сузір'я Орла, Стріли, Лисички, Лебедя, Цефея, Кассіопеї, Персея, Візничого, Тельця та Близнят; у південній — Єдинорога, Корми, Вітрил, Південного Хреста, Циркуля, Південного Трикутника, Скорпіона та Стрільця. У Стрільці лежить центр Галактики.

### Вигляд зовні
Оскільки Земля розташована всередині Чумацького Шляху, точний вигляд нашої Галактики зовні невідомий, але може бути приблизно визначений на основі моделі Галактики, параметри якої ґрунтуються на спостережуваних даних. Також можна припустити, що Чумацький Шлях зовні схожий на спостережувані спіральні галактики з подібними параметрами.

## Структура

Схематичне зображення структури Чумацького Шляху, вид з ребра

### Загальна структура
Дослідження структури нашої Галактики важче, ніж дослідження структур інших галактик, оскільки спостереження можна проводити тільки з однієї точки всередині диску. Через поглинання видимого світла міжзоряним пилом шляхом візуального спостереження неможливо одержати повну картину структури Чумацького Шляху. Великий прогрес був зроблений, коли стали доступні спостереження в інших ділянках довжини хвиль, зокрема в радіо- і інфрачервоному діапазонах. А втім, значне число деталей структури Галактики досі залишається невідоме.
Кількість зір і загальну масу Галактики на підставі обчислень і спостережень можна оцінити тільки приблизно, звідки великі допуски в даних. Система Чумацького Шляху складається приблизно з 100—300 мільярдів зір і великої кількості міжзоряної речовини й темної матерії. Протяжність галактичної площини Чумацького Шляху становить приблизно 170.000–200.000 світлових років (52–61 кілопарсек), товщина диска — приблизно 3000 світлових років (920 парсеків), товищна балджа — 16.000 світлових років (5 кілопарсеків).
Зорі в нашій Галактиці зосереджені переважно в диску. Крім того, в Галактиці є балдж середніх розмірів і розкриті спіральні рукави, а також помірно виражений бар. Таким чином, Чумацький Шлях — спіральна галактика пізнього морфологічного типу, причому деякі її параметри, наприклад, загальна кількість нейтрального водню й розмір балджа, відповідають типу Sb, інші, такі як темп зореутворення, — типу Sc. З урахуванням наявності бара, за морфологічною класифікацією нашу Галактику відносять до типу SBbc або SABbc.
Структурні складові Галактики відрізняються не тільки розташуванням і формою, а й параметрами зоряного населення, такими як вік і металічність, та динамікою.

### Диск

Викривлена форма зовнішніх частин диска Чумацького Шляху

Поблизу площини диска концентруються молоді зорі й зоряні скупчення, чий вік не перевищує кількох мільярдів років. Вони утворюють так звану плоску складову. Серед них дуже багато яскравих і гарячих зір. Газ у диску Галактики також зосереджений здебільшого поблизу його площини. Він розподілений нерівномірно, утворюючи численні газові хмари — від велетенських неоднорідних за структурою хмар завбільшки понад тисячу парсеків до невеликих хмарин завбільшки не більш ніж парсек.
Диск — основна складова нашої Галактики за вмістом зоряної маси. Він має плоску форму, і в ньому також розташовані спіральні рукави. Зоряна маса всього диска становить близько 5 × 1010 M☉. Диск нашої Галактики можна поділити на тонкий і товстий, причому в першому міститься приблизно на порядок більше маси, ніж у другому, і 80 % баріонної маси Галактики взагалі. Ці складові мають різні параметри і, можливо, сформувалися по-різному.
На околицях Сонця товстий диск має товщину 1,2 кілопарсека, тонкий — 300—400 парсек і містить ще тоншу газову складову. І тонкий, і товстий диск стають товстішими у зовнішніх областях Галактики. Товстий диск складається переважно зі старих зір з низькою металічністю, а в тонкому зорі молодші й багатші на метали.
Розподіл густини речовини в залежності від відстані до центру Галактики в тонкому диску Чумацького Шляху, як і в інших галактиках, експоненційний, його характерний радіус становить 3 кілопарсеки. Тонкий диск простягається до 16 кілопарсеків від центру Галактики, а газова складова тягнеться далі і простежується аж до 35 кілопарсеків від центру. Диск має викривлену форму у зовнішніх областях, імовірно, через гравітаційну взаємодію з іншими галактиками.

#### Спіральні рукави

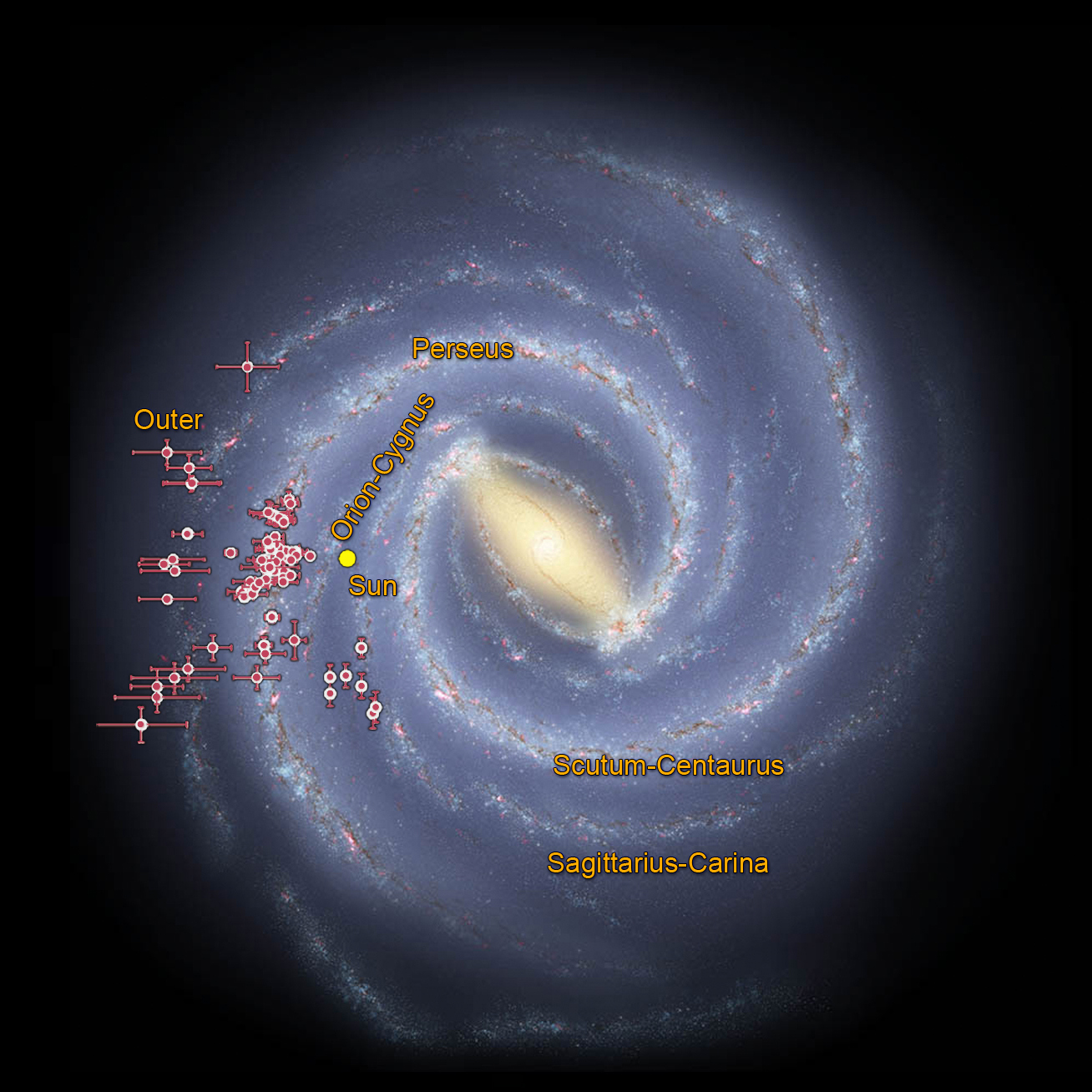
Модель зовнішнього вигляду Чумацького Шляху. Жовтою точкою вказано положення Сонця, червоними вказано положення занурених скупчень, які є індикаторами спіральної структури

Через поглинання світла міжзоряним пилом про наявність спіральних рукавів у диску Галактики висновок зробити важко, спостерігаючи в оптичному діапазоні. Однак спіральні рукави можна помітити при складанні карти розподілу нейтрального водню або молекулярних хмар, а також дуже молодих об'єктів, таких як зоряні асоціації. Густина газу в рукавах у кілька разів перевищує його густину в інших частинах диска, тому саме там найактивніше відбувається зореутворення. Спіральні рукави є хвилями густини, і швидкість обертання спірального візерунку відрізняється від швидкості руху окремих зір і газових хмар.

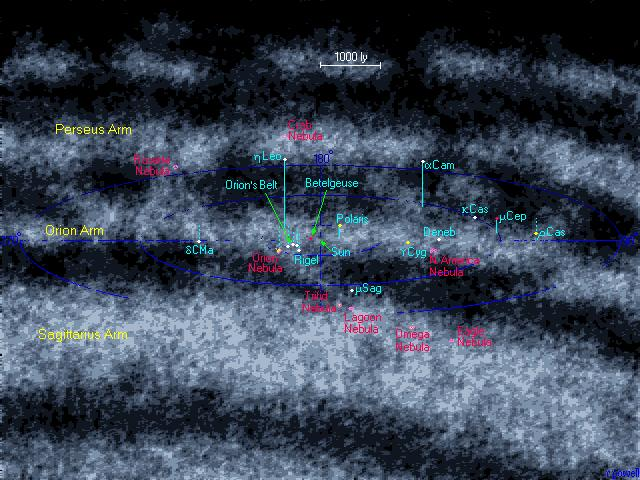
Рукав Оріона та Сонце

Про розташування, довжину і навіть кількість спіральних рукавів досі йдуть суперечки, але найчастіше вважається, що в Чумацькому Шляху чотири великі спіральні рукави: два головні — рукав Щита–Центавра і рукав Персея, і два вторинних — рукав Косинця—Зовнішній і рукав Стрільця–Кіля. Їхню форму можна наблизити логарифмічною спіраллю, закрученою під кутом близько 12°. Крім великих рукавів, виділяються й дрібніші подібні утворення, як, наприклад, рукав Оріона, також званий Місцевим рукавом, у якому розташована Сонячна система. Крім рукавів, молекулярний газ у диску утворює кільце з внутрішнім і зовнішнім радіусами 4 і 6 кілопарсек від центру.

#### Околиці Сонячної системи

Найближчі до Сонця зорі

Найбільш вивчена ділянка Галактики — околиця Сонячної системи. Наприклад, у межах 10 парсек від Сонця відомо 373 зорі, серед яких 20 білих карликів, 85 коричневих карликів, а більшість — червоні карлики. Відстань від Сонця до найближчої зорі, Проксими Центавра, складає 1,3 парсека, а до найближчого зоряного скупчення, Гіад, — 40 парсеків.
Навколо Сонячної системи розташований пояс Гулда — кільцеподібна структура, що містить велику кількість яскравих зір та газу. Пояс Гулда має еліптичну форму, завбільшки приблизно 500 × 1000 парсек, нахилений на 20° до площини диска Галактики. Сонце віддалене на 100 парсеків від його центру. Серед усіх зір спектральних класів O і B, розташованих у межах 1 кілопарсека від Сонця, 90 % розташовані в поясі Гулда.
Для околиці Сонця можна визначити густину речовини за динамічними характеристиками Галактики, а також виміряти густину різних спостережуваних складових диска. Різниця цих величин, імовірно, зумовлена наявністю темної матерії. У таблиці наведено внесок кожної складової в об'ємну густину в найближчій околиці Сонця і поверхневу густину диска по всій його товщині:
| Складова диска                  | Об'ємна щільність,M☉ /пк³ | Поверхнева щільність,M☉ /пк² |
| ------------------------------- | ------------------------- | ---------------------------- |
| Зорі                            | 0,033                     | 29                           |
| Залишки зір                     | 0,006                     | 5                            |
| Коричневі карлики               | 0,002                     | 2                            |
| Міжзоряне середовище            | 0,050                     | 13                           |
| Усього спостерігається речовини | 0,09                      | 49                           |
| Динамічна оцінка                | 0,10                      | 74                           |
| Темна матерія                   | 0,01                      | 25                           |

Оцінки для об'ємної та поверхневої густин не суперечать одна одній. Наприклад, відмінність частки темної матерії в найближчій околиці Сонця і по всій товщині диска відображає той факт, що густина темної матерії при віддаленні від диска знижується повільніше, ніж густина звичайної речовини, тому внесок темної матерії по всій товщині диска вищий, ніж поблизу його площини. З урахуванням товщини диска оцінки об'ємної і поверхневої густини темної матерії узгоджуються, хоча величина об'ємної густини в 0,01 M☉/пк³ не перевищує похибки вимірювання.

### Центральна частина Галактики

#### Балдж

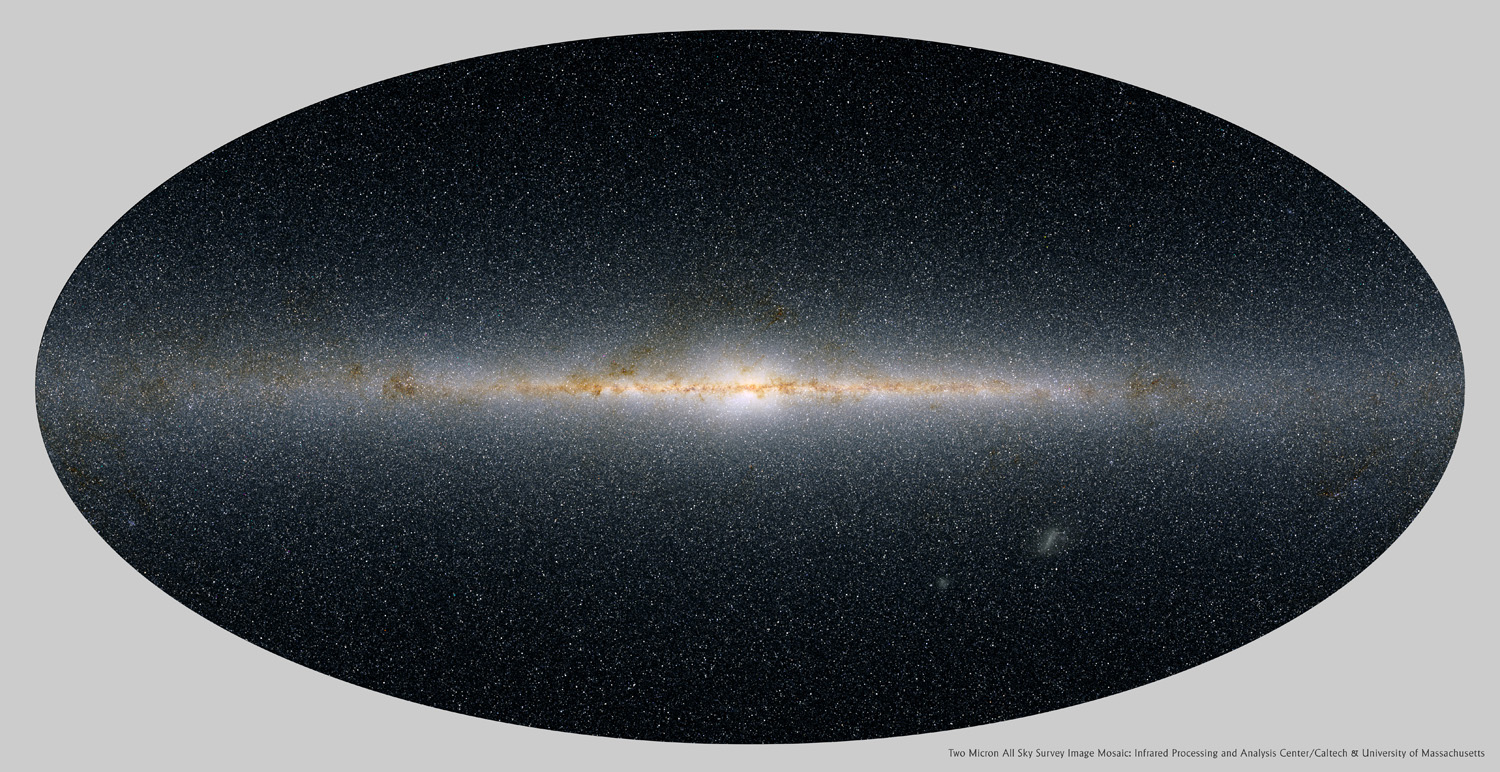
Чумацький Шлях в інфрачервоному огляді всього неба 2MASS. Бар спостерігається як деяка асиметрія у центральній частині зображення

У центральній частині Чумацького Шляху є помірно виражений балдж. Він є сплюснутим сфероїдом завбільшки 2,2 × 2,9 кілопарсека, а його маса разом з баром становить близько 9 × 109 M☉. Фізично балдж нашої Галактики не класичний, а належить до псевдобалджів — на відміну від класичних балджів, вони обертаються, мають плоскішу форму й більше схожі на диски.
У вивченні балджа важливу роль відіграла наявність вікна Бааде — невеликої області поблизу центру Галактики, де міжзоряне поглинання відносно мале, що дозволяє спостерігати в цьому напрямку об'єкти центральної частини Галактики.

#### Бар
У Чумацькому Шляху є бар — витягнута структура в центральній частині диска. Його радіус складає 4 кілопарсеки і його велика вісь спрямована під кутом 20° до променя зору. Ближче до Сонця розташована та частина бара, яку видно на додатній галактичній довготі, тому видимий розподіл зір у центральній області Галактики виявляється асиметричним. Інша ознака, що вказує на наявність бара — аномальні швидкості руху газу в центральній частині Галактики, зокрема, його додатні й від'ємні променеві швидкості досягають 200 км/с. Гравітаційний потенціал бара несиметричний, тому він може надавати газу додатковий момент сили.
Окрім основного бара, в центрі Галактики є вторинний бар невеликого розміру, з радіусом близько 150 парсеків, орієнтований практично перпендикулярно основному. Імовірно, саме з цим вторинним баром пов'язане кільце молекулярного газу в центрі Галактики радіусом 200 парсек.

#### Галактичний центр

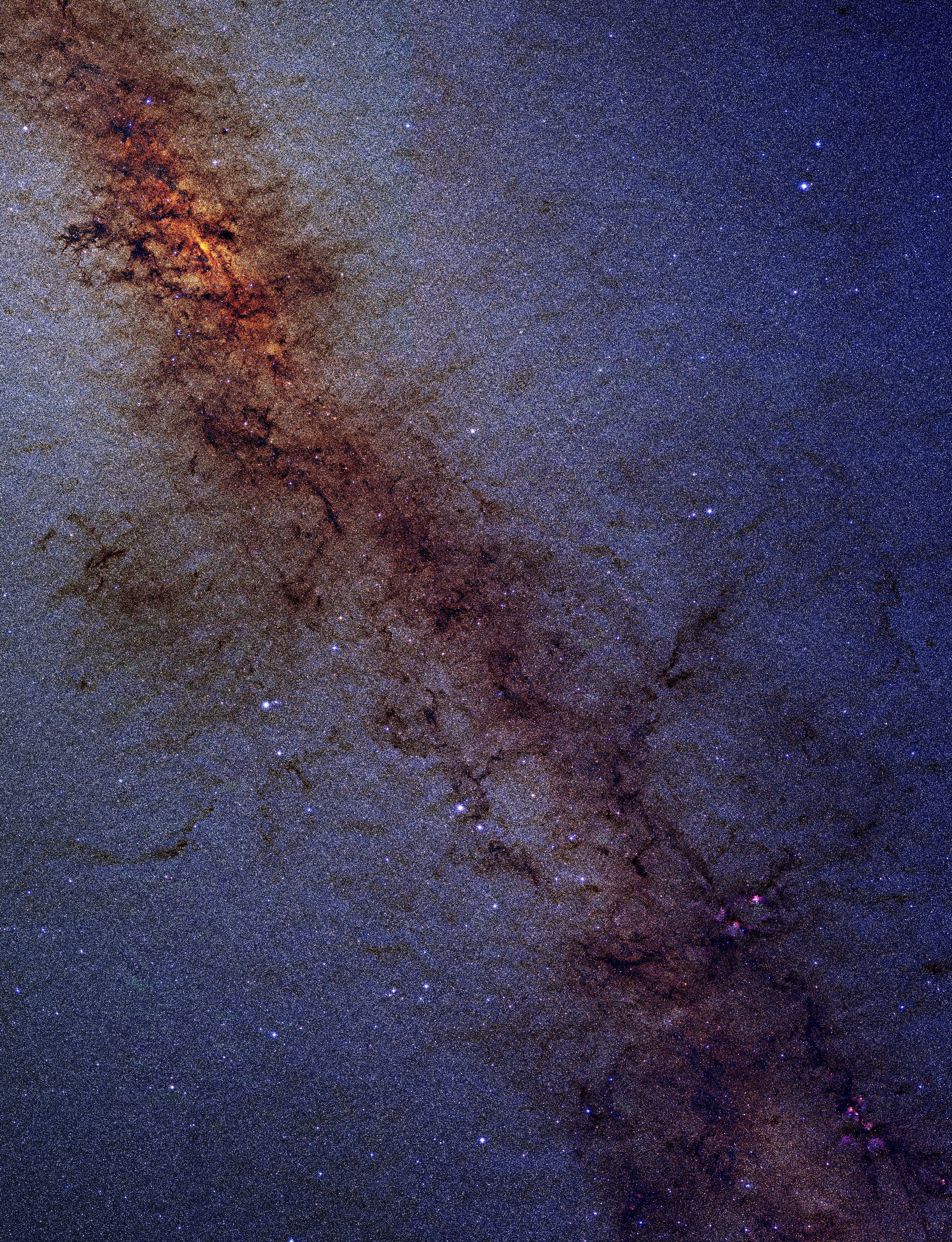
Центр галактики Чумацький Шлях у інфрачервоних променях (візуально Центр галактики розташований у сузір'ї Стрільця)

У центрі Галактики розташована надмасивна чорна діра. Її маса становить 4,3 × 106 M☉. Вона спостерігається як компактне джерело радіовипромінювання Стрілець A* і входить у склад більшого радіоджерела Стрілець A.
Центральна область розміром близько 1 парсека містить два зоряні скупчення: відносно старе з масою 106 M☉ і дуже молоде з масою 1,5 × 104 M☉. Обидва мають дископодібну форму. Також в області розміром 2 × 3 парсеків навколо центру відсутній газ: імовірно, він був віднесений зоряним вітром. На межі цієї області знаходиться газове кільце, яке, мабуть, є акреційним диском чорної діри. У межах 100 парсеків від центру Галактики — області, яку часто називають ядром — відбувається активне зореутворення: там виявлені залишки наднових, джерела інфрачервоного випромінювання та гігантські молекулярні хмари. На більшій відстані від центру розташована центральна молекулярна зона — кільцеподібна область радіусом 200 парсек, що містить велику кількість молекулярного газу.
Дослідження центру Галактики ускладнено тим, що величина поглинання світла міжзоряним пилом у напрямку центру досягає 30m в смузі V, так що цю область спостерігають тільки в інфрачервоному та радіодіапазоні .

### Гало

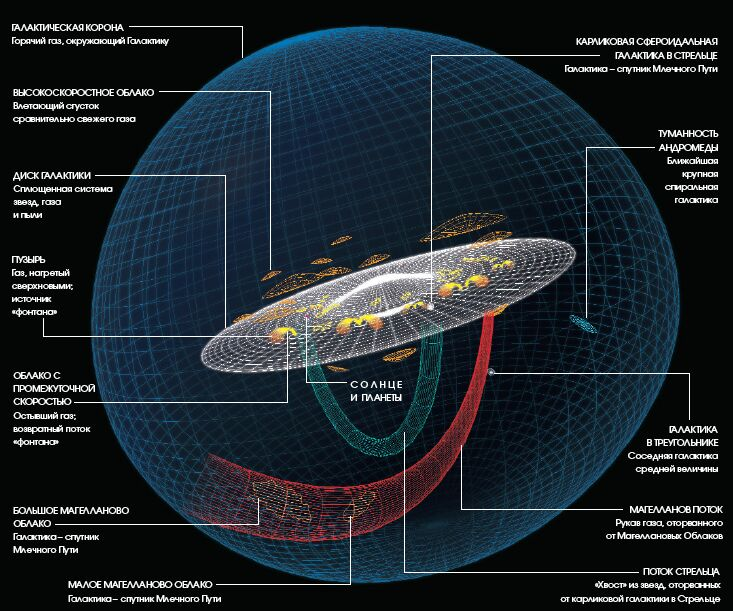
Галактика та її околиці. Гало.

Зоряне гало — протяжна підсистема Галактики практично сферичної форми. Зоряне гало простягається до відстані 80 кілопарсек від центру Галактики, а найдальші зорі були виявлені в 320 кілопарсеках. Гало містить лише кілька відсотків усіх зір Чумацького Шляху — його зоряна маса становить близько 109 M☉, при цьому в гало міститься велика кількість темної матерії.
Зоряне гало неоднорідне: у ньому спостерігаються зоряні потоки, такі як потік Стрільця і кільце Єдинорога. Зоряні потоки — групи зір, що займають певну ділянку простору, що особливо виділяються близькими швидкостями й подібним хімічним складом. Отже, їхня поява пояснюється руйнуванням карликових галактик, що були супутниками Чумацького Шляху, приливними силами. Зокрема, карликова еліптична галактика Стрільця зараз зазнає сильного припливного впливу і створює потік Стрільця.

## Склад

### Зоряне населення

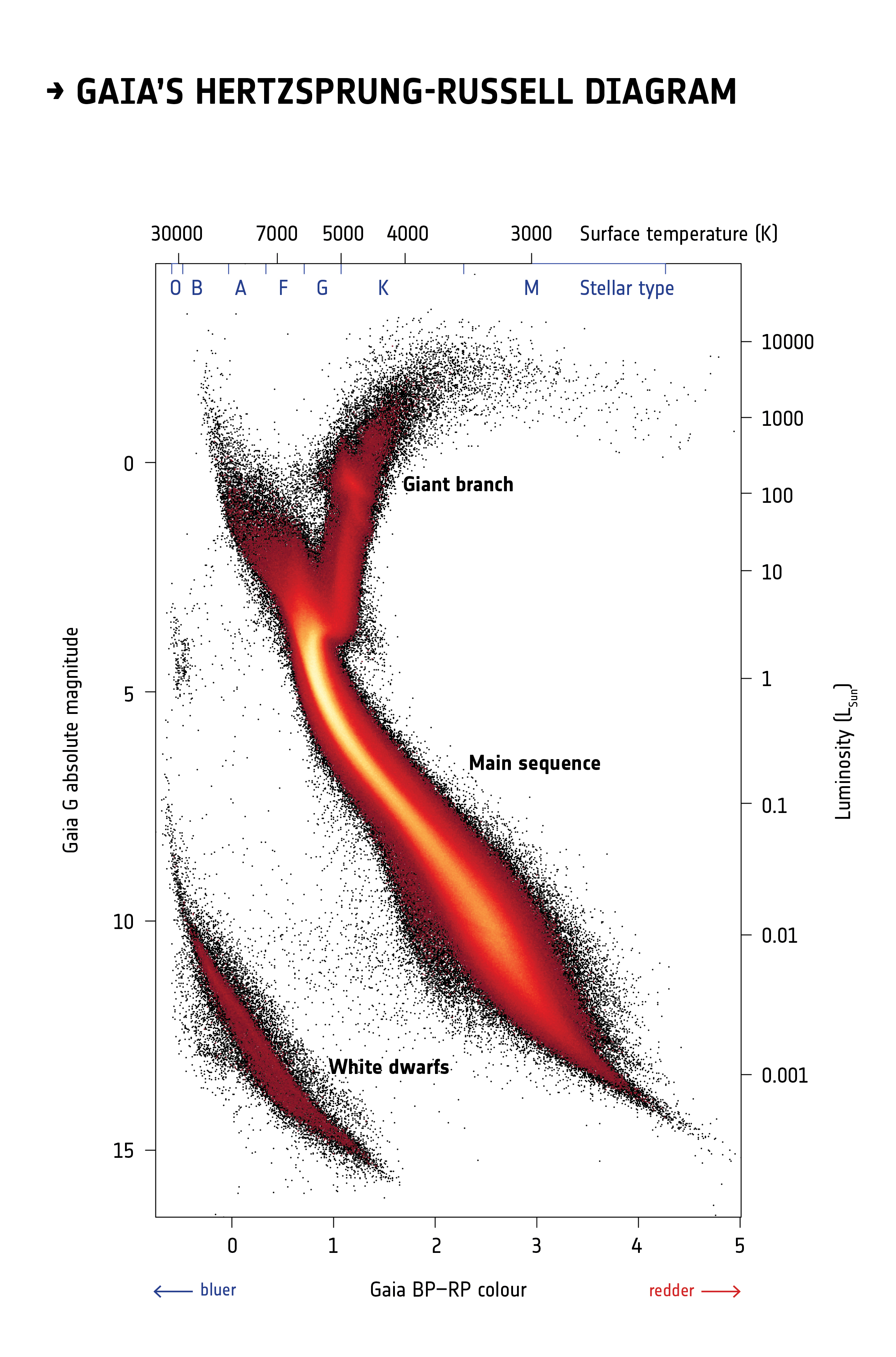
Діаграма Герцшпрунга — Рассела за даними Gaia для зір у межах 5 тисяч світлових років від Сонця

Вік і металічність для різних підсистем Галактики

У Чумацькому шляху темп зореутворення становить, за різними оцінками, 1,6—2M☉ на рік. У дуже спрощеному вигляді зоряне населення Галактики можна поділити населення I і населення II. Перше складається з відносно молодих зір з високою металічністю, що рухаються по орбітах, близьких до кругових, і складають плаский галактичний диск. Друге — це старі зорі, бідні на важкі елементи, які рухаються витягнутими орбітами і становлять гало сфероїдальної форми, яке не обертається як ціле, і балдж. До того чи іншого населення можуть належати не лише зорі, а й інші об'єкти Галактики. Серед характерних представників населення I — міжзоряний газ, зоряні асоціації та розсіяні скупчення, а також класичні цефеїди. До населення II належать, наприклад, кулясті скупчення та змінні типу RR Ліри.
Ця спрощена система з поділом зір на два типи населення значною мірою застаріла. Кореляція між віком, хімічним складом і кінематикою виявилася неідеальною, а замість чіткого поділу виявлено плавнішу градацію. У кожній частині Галактики насправді спостерігаються зорі різного віку й металічності, і дисперсія цих параметрів виявляється досить великою. Крім того, за хімічними й динамічними властивостями диск Галактики можна розділити на тонкий і товстий диск, а населення балджа відрізняється від населення гало, тому доцільніше говорити про населення цих чотирьох підсистем окремо.
До населення тонкого диска належить Сонце і 96 % зір у його околиці. Тонкий диск містить зорі різного віку: від тих, що виникають просто зараз, до зір віком 10 мільярдів років. Їхній середній вік становить 6 мільярдів років. Таким чином, тонкий диск — відносно молода підсистема, де досі триває зореутворення, понад усе в спіральних рукавах. Зорі тонкого диска мають високу металічність: у середньому частка важких елементів у них можна порівняти з сонячною і в більшості зір становить від 1/3 до 3 сонячних. У тонкому диску спостерігається градієнт металічності: у внутрішніх частинах диска вона вища, ніж у зовнішніх. Тонкий диск швидко обертається навколо центру Галактики, а зорі рухаються орбітами, близькими до кругових. В околиці Сонця швидкість руху зір тонкого диска становить близько 220 км/с.
Населення товстого диска різними параметрами відрізняється від населення тонкого. До товстого диска належить близько 4 % зір поблизу Сонця. Імовірно, однією з них є Арктур. Ці зорі досить старі: їхній вік становить близько 10—12 мільярдів років. Вони мають нижчу металічність, ніж зорі тонкого диска: у більшості з них вміст металів — від 1/10 до 1/2 сонячного, в середньому — 1/4. При цьому в зорях товстого диска вміст альфа-елементів, таких як кисень і магній, відносно всіх металів вищий, ніж у тонкому диску. Товстий диск, як і тонкий, обертається, але з меншою на 40 км/с швидкістю, так що зорі рухаються по еліптичних орбітах і мають вищу дисперсію швидкостей.
Зоряне гало складається зі старих зір з дуже низькою металічністю, здебільшого субкарликів, — найближчою до Сонця зорею гало є зоря Каптейна. Вік зір гало перевищує 12 мільярдів років, а частка металів звичайно становить від 1/100 до 1/10 сонячної, найчастіше — близько 1/30. Зорі цієї підсистеми практично не мають сумарного моменту імпульсу, мають велику дисперсію швидкостей і рухаються по дуже витягнутих орбітах, тому зоряне гало в цілому має форму, близьку до сферичної, і не обертається.
Балдж Галактики складається здебільшого з зір, старших за 7 мільярдів років, але в ньому зустрічаються й молодші зорі, деякі з яких молодші за 500 мільйонів років. Металічність зір балджа сильно варіюється: для більшості зір вона лежить в діапазоні від 0,02 до 1,6 сонячних, але в середньому вона відносно висока й становить 0,6 сонячної. Крім того, зорі балджа збагачені альфа-елементами. Поблизу Сонця немає представників населення балджа.

### Зоряні скупчення й асоціації
У Чумацькому Шляху є різні групи зір: кулясті і розсіяні зоряні скупчення, і навіть зоряні асоціації. У цих системах зорі мають спільне походження. Крім того, в Галактиці зустрічаються рухомі групи зір, в яких зорі не обов'язково згруповані в просторі, але мають близькі швидкості руху.

#### Кулясті скупчення

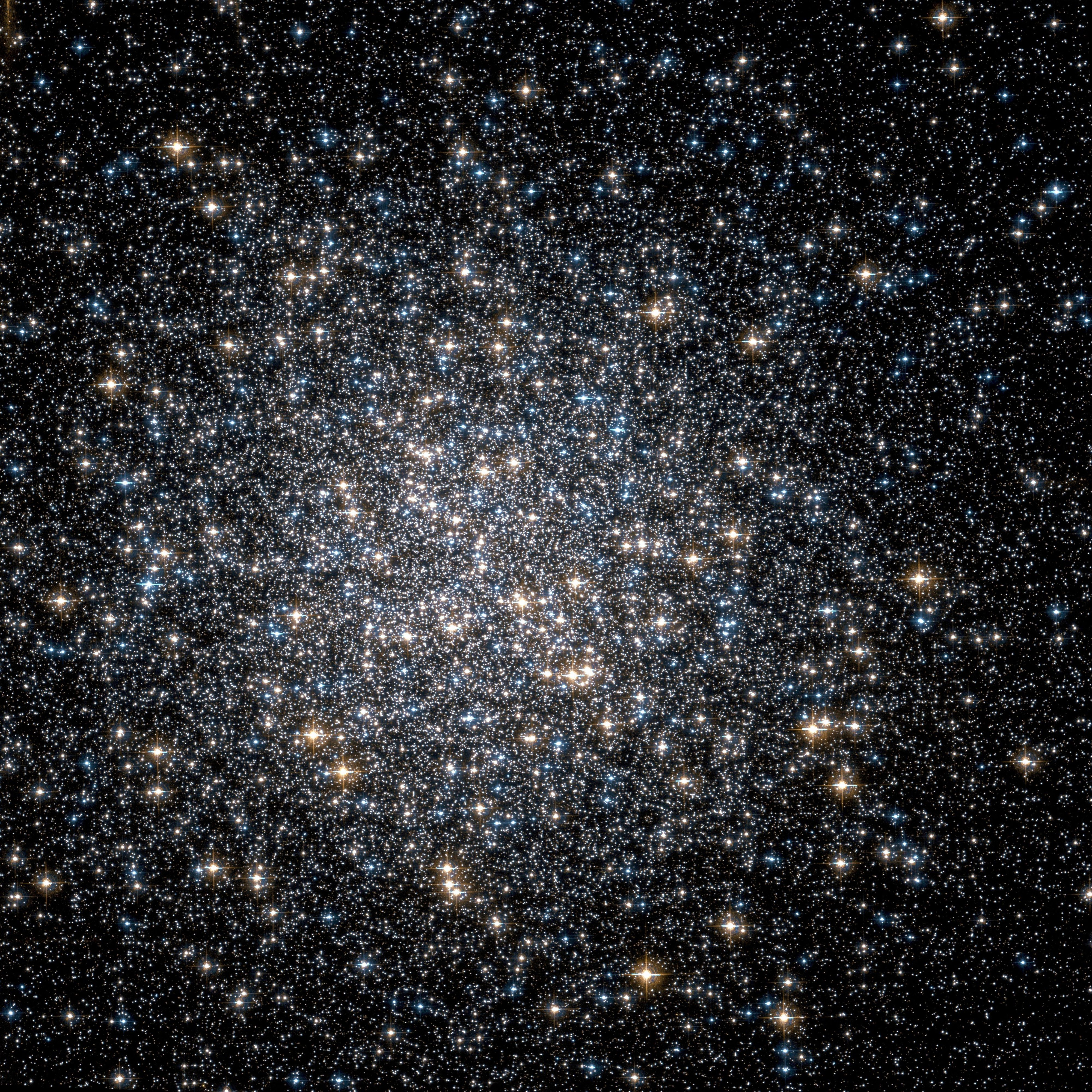
Кулясте зоряне скупчення M 13

Кулясті скупчення мають близьку до сферичної форму і містять велику кількість зір: від тисяч до мільйонів, а їхні розміри становлять від 3 до 100 парсеків. Найяскравіше кулясте скупчення Чумацького Шляху, Омега Центавра, має абсолютну зоряну величину −10,4m.  Абсолютна зоряна величина найтьмяніших становить близько −3m. Середнє значення, що найчастіше зустрічається — −7m. Кулясті скупчення населяють балдж і гало: вони зустрічаються на відстанях до 100 кілопарсек від центру, а в центрі вони зосереджені найщільніше.
Кулясті скупчення в Чумацькому Шляху — старі об'єкти, чий вік складає 11—13 мільярдів років, хоча не в усіх галактиках це так само — у багатьох інших галактиках зустрічаються молоді кулясті скупчення. Ці об'єкти здебільшого мають низькі металічності, аж до −2,5, однак металічність деяких скупчень перевищує сонячну.
У Галактиці відомо близько 150 кулястих скупчень, а загальна їх кількість має становити близько 200: деякі з них приховані міжзоряним пилом і тому не спостерігаються.
У Чумацькому Шляху виділяються дві підсистеми кулястих скупчень: F-скупчення, або скупчення гало, що мають металічність менш ніж −0,8, і G-скупчення, або скупчення диска, чия металічність вища від цього значення. Скупчення гало розподілені практично сферично симетрично, простягаються до великих відстаней від центру Галактики і численніші, ніж скупчення диска, що утворюють плоску підсистему. Імовірно, скупчення диска належать до населення товстого диска.

#### Розсіяні скупчення

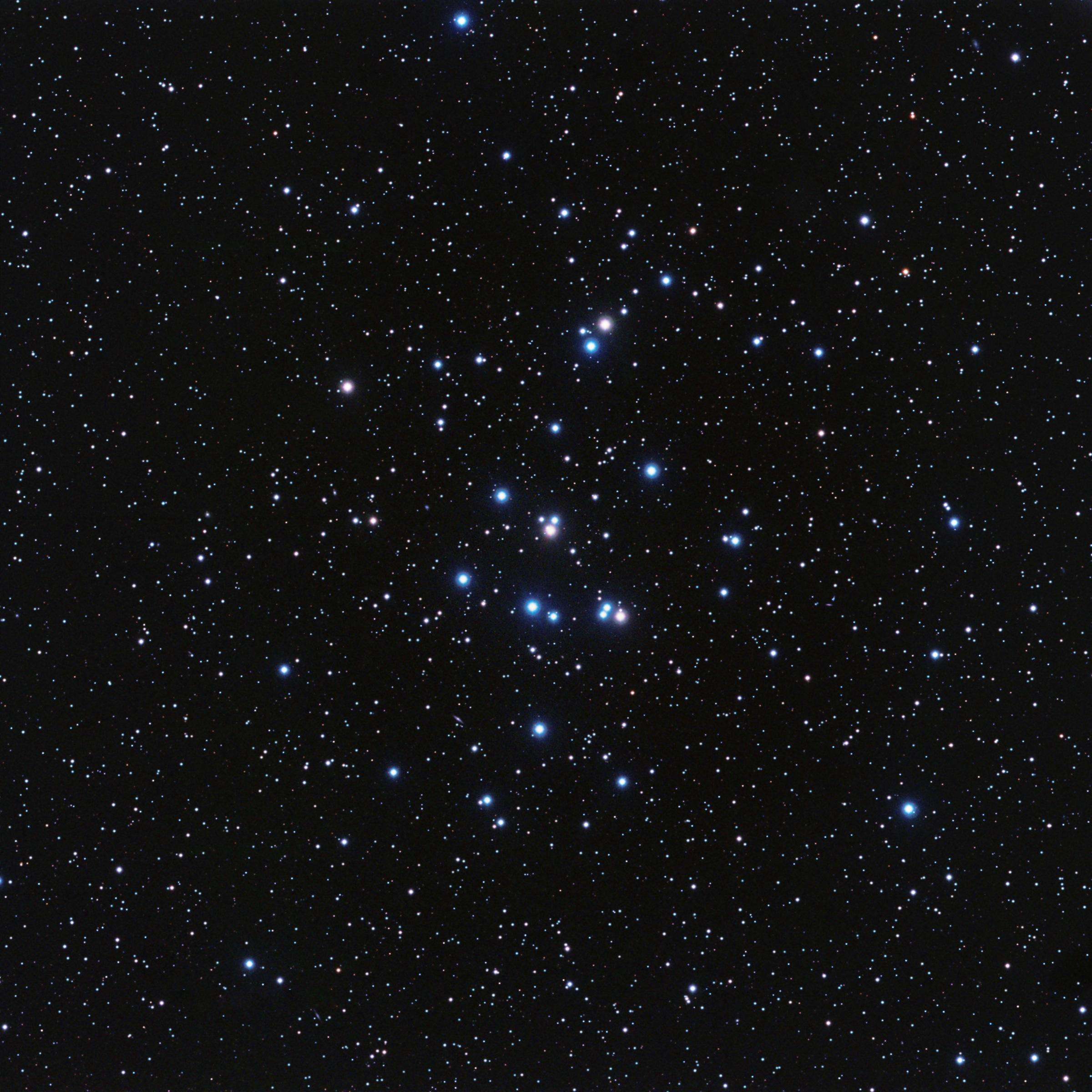
Розсіяне зоряне скупчення M 44

На відміну від кулястих, розсіяні скупчення мають менш упорядковану форму і більш розріджені, мають менші розміри — близько 10 парсеків і нижче, і менше зір — від десятків до кількох тисяч. Найтьмяніші розсіяні скупчення мають абсолютні зоряні величини, слабші від −3m, а в найяскравіших цей параметр сягає −9m. Розсіяні скупчення розподілені в площині Галактики, а наймолодші з них сконцентровані в спіральних рукавах.
Розсіяні скупчення — переважно молоді об'єкти. Більшість з них розпадається за кілька сотень мільйонів років після утворення, хоча серед них зустрічаються й набагато старіші об'єкти. Відповідно, в розсіяних скупченнях зустрічаються яскраві блакитні зорі, відсутні в кулястих скупченнях. Розсіяні скупчення мають високі металічності, в середньому близькі до сонячної металічності.
У Галактиці відомо понад 1200 розсіяних скупчень. Однак через те, що такі скупчення не завжди виділяються на тлі інших зір і розташовані в диску Галактики, де спостерігати їх заважає міжзоряне поглинання, відома лише мала часка всіх розсіяних скупчень Галактики.

#### Зоряні асоціації
Зоряні асоціації — дуже молоді групи зір, що сформувалися разом в одній області. Асоціації мають великі розміри — до 80 парсеків, тому зорі в асоціаціях дуже слабко пов'язані гравітацією, і за кілька мільйонів років такі структури розпадаються. Хоча в асоціаціях звичайно не більш ніж кілька тисяч зір, найяскравіші з них можуть бути навіть яскравішими від кулястих скупчень, оскільки в них містяться масивні яскраві зорі з невеликими термінами життя.

### Міжзоряне середовище

Чотири карти Чумацького Шляху за даними каталогу : променева швидкість (угорі ліворуч), власний рух (унизу ліворуч), міжзоряний пил (угорі праворуч) та металічність (унизу праворуч)

Простір між зорями нашої Галактики заповнений розрідженим міжзоряним середовищем, зосередженим у диску й на 99 % складається з газу — переважно водню й гелію. Ще 1 % становить пил, який виявляє себе черезміжзоряне поглинання й поляризацію світла. До міжзоряного середовища також відносять магнітне поле, сила якого становить близько 3 мікрогаусів — ця величина занадто мала, щоб впливати на рух газу в Галактиці, але достатня, щоб частинки пилу поверталися певним чином і створювали поляризацію світла. У міжзоряному середовищі присутні космічні промені — заряджені частинки, такі як електрони і протони, що рухаються з релятивістськими швидкостями.
Міжзоряне середовище Чумацького Шляху дуже неоднорідне і за температурою, і за густиною. Гарячий газ може мати температуру до мільйона кельвінів, а холодний — нижче ніж 100 K. Середня концентрація газу становить близько 1 частинки на см³, але в гарячих областях вона може бути сильно нижчою за середню, а в молекулярних хмарах може доходити до 1010 частинок на см³. Ця неоднорідність підтримується постійним підживленням міжзоряного середовища енергією, наприклад, від зоряних вітрів або від спалахів наднових.
| Фаза                  | Фаза             | Концентрація (см−3) | Температура (K) | Загальна маса (M☉) |
| --------------------- | ---------------- | ------------------- | --------------- | ------------------ |
| Атомарний газ         | Холодний         | 25                  | 100             | 4 × 109            |
| Атомарний газ         | Теплий           | 0,25                | 8000            | 4 × 109            |
| Молекулярний газ      | Молекулярний газ | 1000                | ≤100            | ≥3 × 109           |
| Іонізоване середовище | Області H II     | 1― 104              | 10 000          | 5 × 107            |
| Іонізоване середовище | Дифузна          | 0,03                | 8000            | × 109              |
| Іонізоване середовище | Гаряча           | 6 × 10−3            | 5 × 105         | × 108              |

### Темна матерія
Повна маса Чумацького Шляху, яку можна оцінити за динамічними характеристиками, значно більша від маси спостережуваної речовини. Аналогічна розбіжність спостерігається і для більшості інших галактик. Це приводить до висновку про наявність у нашій та в інших галактиках темної матерії, природа якої невідома і яка не випромінює світла, але бере участь у гравітаційній взаємодії.
Темна матерія розподілена в гало Галактики й утворює темне гало, що простягається аж до відстані 100—200 кілопарсеків від центру. У внутрішніх частинах Галактики темна матерія не дає значного внеску в загальну масу, але, оскільки її густина падає з відстанню від центру {\displaystyle R} повільно — пропорційно {\displaystyle R^{-2}} — темна матерія домінує на околиці Галактики й сумарно становить найбільшу частку повної маси Чумацького Шляху.

## Динаміка

Крива обертання Чумацького Шляху з зазначеним вкладом балджа, диска й гало темної матерії

Наша Галактика обертається, причому обертання різних підсистем відбувається з різною швидкістю — плоскіші підсистеми обертаються найшвидше. Сонце разом із зорями диска обертається навколо центру Галактики зі швидкістю 220 км/с.
Крива обертання Галактики полога й не падає до відстаней аж до десятків кілопарсек від центру, що пов'язано з наявністю великої кількості темної матерії. Крім того, зі сталих Оорта можна визначити нахил кривої обертання в околиці Сонця. Він становить близько −2 км/с на кілопарсек, тобто в цій частині Галактики крива обертання практично стала.
Швидкості окремих зір відрізняються від швидкості обертання диска. Різниця між цими швидкостями називається залишковою швидкістю. Повна дисперсія залишкових швидкостей зір для плоскіших систем найменша, до 15 км/с, тоді як у сферичній підсистемі ця величина може сягати 100—150 км/с. Для старіших зір у середньому швидкість обертання навколо центру Галактики нижча, ніж у молодших, а дисперсія швидкостей більша. Так, наприклад, в околиці Сонця дисперсія швидкостей у напрямку, перпендикулярному до площини диска, для зір класів O і B, які живуть невеликий термін, становить 6 км/с, а для карликів класів від G до M, які в середньому дуже старі — 21 км/с. Це пояснюється тим, що з часом дисперсія швидкостей зоряних систем збільшується через взаємодію зір з молекулярними хмарами й спіральними рукавами.
Залишкові швидкості зір розподілені анізотропно: для всіх підсистем дисперсія в бік центру Галактики виявляється більшою, ніж дисперсія в бік обертання диска й у бік, перпендикулярний до площини диска. Крім того, цей розподіл асиметричний відносно напрямку на центр Галактики. Це явище називається відхиленням вертексу, а його причиною вважається асиметрія гравітаційного потенціалу Галактики через наявність у диску спіральних рукавів.

## У місцевій групі

Мапа Місцевої групи галактик

Чумацький Шлях розташований у групі з кількох десятків галактик, що називається Місцевою групою і має розмір близько 2 мегапарсеків. Чумацький Шлях і галактика Андромеди — дві домінуючі галактики в Місцевій групі за багатьма параметрами. Галактика Андромеди більша від нашої Галактики і містить більше зір, але Чумацький Шлях має порівнянну або навіть більшу масу, ніж у галактики Андромеди, завдяки масивному гало темной матерії. Третьою за розмірами й світністю галактикою групи є галактика Трикутника.
Наша Галактика з її більш ніж двома десятками галактик-супутників утворює в Місцевій групі підгрупу Чумацького Шляху, чий розмір становить 300 кілопарсеків. Найбільші й найвідоміші супутники нашої Галактики — Велика і Мала Магелланові Хмари, в яких іде зореутворення та присутні яскраві молоді зорі. Інші супутники — карликові сфероїдальні галактики, де зореутворення не йде. Вони отримують назви за сузір'ями, в яких розташовані, наприклад, галактика Печі, галактика Скульптора і галактика Насоса.

## Формування та еволюція
Великий вибух стався 13,7 мільярда років тому. Уважається, що в ранньому Всесвіті з первинних флуктуацій густини утворилися невеликі гало темної матерії масами порядку 107 M☉. Ці об'єкти зібрали в собі газ, що заповнював Всесвіт, і, стикаючись один з одним, утворили протогалактики. 13 мільярдів років тому в нашій Галактиці почали формуватися зорі — доти вона складалася тільки з газу й темної матерії. Різні складові Галактики — балдж, гало, тонкий і товстий диск — сформувалися в різний час і внаслідок різних процесів. При формуванні нашої Галактики Всесвіт складався з атомів, що виникли при Великому вибуху — водню, гелію, їхніх ізотопів — дейтерію і гелію-3, і літію-7, натомість важчі елементи в основному сформувалося згодом у зорях.
Менш ніж 4 мільярди років після Великого вибуху сформувався балдж. Зореутворення в ньому йшло дуже швидко й завершилося менш ніж за 0,5 мільярда років, через що в зорях балджа спостерігається надлишок альфа-елементів порівняно з залізом. У той самий час, але за триваліший термін — близько 1—2 мільярдів років, невелика кількість зір сформувалася в гало. Диск сформувався пізніше, 4—5 мільярдів років після Великого вибуху, після чого більшість нових зір утворювалася в диску, а меншість — у балджі.
Уважається, що диск формувався від внутрішніх частин до зовнішніх: у внутрішніх частинах характерна тривалість зореутворення становила 2 мільярди років, а в зовнішніх — 10 мільярдів років і більше, що пояснює градієнт металічності зір у диску. Товстий диск сформувався раніше за тонкий диск, приблизно 8 мільярдів років тому. Останні 7 мільярдів років зореутворення продовжується з практично незмінним темпом, а зорі формуються тільки в тонкому диску. На еволюцію нашої Галактики впливає акреція газу ззовні, близько 3 M☉ на рік, яка компенсує витрати газу на зореутворення.
За останні 12 мільярдів років наша Галактика не відчувала злиттів з іншими великими галактиками — така історія зіткнень нетипова і виділяє Чумацький Шлях серед інших галактик. Передбачається, що злиття з гіпотетичними галактиками Кракен (близько 3 % маси Чумацького Шляху) і Гая-Енцелад (6 % маси Чумацького Шляху) 8—11 мільярдів років тому могли передати нашій Галактиці багато кулястих зоряних скупчень, спочатку сформованих в інших галактиках.

### Майбутнє
За розрахунками, зіткнення і злиття нашої Галактики з її супутником, Великою Магеллановою Хмарою, відбудеться приблизно через 2,4 мільярда років. Це призведе до того, що деякі параметри Чумацького Шляху стануть типовішими для галактик з порівнянною масою: наприклад, зростуть середня металічність гало і маса надмасивної чорної діри в центрі Галактики.
Приблизно через 4 мільярди років має відбутися зіткнення Чумацького Шляху і галактики Андромеди, які зараз зближуються зі швидкістю 120 км/с. Після першого зіткнення протягом близько 2 мільярдів років триватиме злиття галактик, внаслідок якого утвориться еліптична галактика. У цьому зіткненні також братиме участь галактика Трикутника, і, можливо, Чумацький Шлях зіткнеться з нею раніше, ніж з галактикою Андромеди. При злитті галактик зіткнення окремих зір будуть малоймовірні через низьку концентрацію зір.

## Примітки

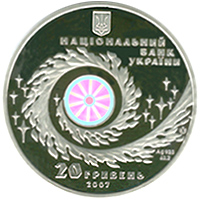
Монета НБУ номіналом 20 гривень «Чумацький Шлях». Аверс.

## Виноски
1. 1 2  Наприклад, варіант «Молочний Шлях» переважає в університетських підручниках «Позагалактична астрономія» Кудрі й Вавилової[1], «Загальна астрономія» Андрієвського та ін.[2], «Астрономія» Климишина та ін.[3], «Основи елементарної астрономії» Захожая й Захожай[4], а «Чумацький Шлях» — у підручниках «Астрофізика» Александрова й Шевченка[5], «Вступ до астрофізики та Космології» Захожая[6], «Загальна астрономія» Панько й Сергієнко[7]. «Молочний Шлях» переважає в шкільному підручнику Головка та ін.[8], а «Чумацький Шлях» — у шкільному підручнику Сиротюка й Мирошниченка[9]. «Астрономічний енциклопедичний словник» містить статтю «Молочний Шлях», але в ній «Чумацький Шлях» також указується як припустимий варіант[10]. Назва «Галактика» зустрічається практично в усіх україномовних навчальних і наукових джерелах. Інші народні назви, такі як «Божа Дорога» або «Пташина Дорога», в спеціалізованій астрономічній літературі практично не зустрічаються.
2. ↑  Метод, який використовував Шеплі, сам по собі був коректний, але через помилку на порядок в оцінці світності цефеїд у кулястих скупченнях оцінка відстані виявилася завищеною в 3 рази[26].
3. ↑  В моделі, яка припускає зоряну масу Чумацького Шляху рівною 6× 1010 мас Сонця[54].
4. ↑  В астрономії металами називають всі елементи, важчі за гелій[124].
5. ↑  Металічність {\displaystyle {\ce {[Fe/H]}}} відповідає частці елементів, важчих за гелій, рівній {\displaystyle {\ce {Z = 10^{[Fe/H]}}}} сонячної[124].

## Інтернет-ресурси
- Порівняння найбільших об'єктів у Всесвіті